# Condado de los Arenales
El condado de los Arenales es un título nobiliario español creado por el rey Felipe IV en 23 de octubre de 1631 a favor de Juan Fernández de Henestrosa y Retana, VI señor de los Arenales. Su nombre se refiere a las tierras de Arenales, término de Écija  en la provincia de Sevilla.

## Señores de los Arenales
- Juan de Henestrosa, hijo de Lope de Henestrosa y de María de Lizón, hija del Comendador Mayor de León, Luis de Lizón y de su mujer María de Aguilar, fue comendador de Estepa, regidor del Ayuntamiento de Écija  y I señor de Arenales. Se casó con Beatriz de Perea, hija de Pedro de Perea y María Galindo. Le sucede su hijo:
- Juan Fernández de Henestrosa, II señor de Arenales, casado con María de Cárdenas, hija de Rodrigo de Cárdenas, Comendador de Oliva en la Orden de Santiago y de Beatriz Zapata. Le sucede su hijo:
- Juan Fernández de Henestrosa y Cárdenas, III señor de Arenales, casado con Catalina de Rivera y Toledo, hija de Perafán de Rivera, veinticuatro de Sevilla (fallecido en 1545) y de Leonor de Toledo.[2] Le sucede su hijo:
- Juan Fernández de Henestrosa Rivera y Toledo, IV señor de Arenales, casado con Ana Zerón, hija de Martín Fernández Zerón, VIII señor de la Torre de Guadiamar y de su mujer Ana Manuel de Landó. Tuvieron también a Catalina Fernández de Henestrosa y Toledo, que se casó con Diego Bernardo Íñiguez de Cárcamo y Heraso, señor de la Palmosa, que más tarde seguirán sus descendientes la línea de sucesión, a través de su hija Ana de Cárcamo y Haro, casada con Juan Alfonso de Sousa. Le sucede su hijo:

- Juan Fernández de Henestrosa y Cerón, Toledo de Ribera y Manuel, señor de Merlina, IX poseedor del señorío o vizcondado territorial de la Torre de Martín-Cerón, o de la Torre de Guadiamar, comendador de Esparragosa, caballero de Calatrava, gentilhombre de Boca del rey y mayordomo del Cardenal Infante en la primera mitad del siglo XVII, V señor de Arenales. Casado en primeras nupcias con Josefa de Retana y Hervás de Aviñón,[3] hija de Pedro de Retana, caballero vizcaíno y de Luisa de Hervás de Aviñón.  Contrajo un segundo matrimonio con Juana Fernández de Henestrosa y Aguilar-Ponce de León, hermana del I marqués de Peñaflor.[3] Le sucedió su hijo del primer matrimonio:

## Condes de los Arenales
- Juan Fernández de Henestrosa y Retana, I conde de los Arenales, VI señor de los Arenales, señor de Merlina, X poseedor del señorío o vizcondado de la Torre de Martín-Cerón o de Guadiamar.[3]

Casó con Ana María de Alarcón. Sin descendencia, le sucedió su hermana en 1694:
- Catalina Fernández de Henestrosa y Retana Cerón y Hervás de Aviñón, II condesa de los Arenales,[3]  VII señora de los Arenales, señora de Merlina y XI poseedora del señorío o vizcondado de la Torre de Martín-Cerón o de Guadiamar.[4]

Casó con Juan Pimentel y Torniel, del Consejo de Indias, caballero de Santiago en 1634. Le sucedió su hijo:
- García Francisco Pimentel Fernández de Henestrosa Torniel y Retana, III conde de los Arenales,[5] VIII señor de los Arenales,[5] señor de Merlina y XII poseedor del señorío o vizcondado de Torre de Martín Cerón o de Guadiamar.[5]

Contrajo matrimonio con Leonor Francisca Muñoz y Velarde de Loaisa, hermana de Lorenzo Muñoz Triviño de Loaysa y Velarde, marqués de Vesmeliana. Le sucedió su hijo:
- Lorenzo Isidro de Pimentel y Muñoz de Loaysa (m. 26 de diciembre de 1703),[5] IV conde de los Arenales,[5] IX señor de los Arenales,[5] señor de Merlina y XIII poseedor del señorío o vizcondado de Torre de Martín Cerón o de Guadiamar y caballero de la Orden de Santiago.[5] Sin descendencia, le sucedió su pariente:

- Fernando Francisco de Cárcamo y Cárcamo (Córdoba, ¿?-30 de septiembre de 1704),[5] V conde de los Arenales,[5] señor de Aguilarejo y de Alizné y XIV poseedor del señorío o vizcondado de Torre de Martín Cerón o de Guadiamar.[5] Era hijo de Alonso Antonio de Cárcamo y Serrano, señor de Aguilarejo y caballero de la Orden de Calatrava y veinticuatro de Córdoba,[5]  y de Aldonza Íñiguez de Cárcamo y Fernández de Henestrosa, nieto de Catalina Fernández de Henestrosa, hermana del V señor de Arenales y de Diego Bernardo Íñiguez de Cárcamo y Heraso, señor de la Palmosa.[5]

Casó con María Bañuelos, II marquesa de Ontiveros. A su muerte, sin sucesión, le sucedió su primo hermano:
- Vasco Alfonso de Sousa Fernández de Córdova (Córdoba, 3 de julio de 1657-c. 1707), VI Conde de los Arenales, señor de las villas del Río, de Rabanales, de Aguilarejo, de Alizne, de Torre de Guadiamar, de la Palmosa, vizconde de la Torre de Guadiamar. Siendo capitán de la Armada participó en las batallas navales (Batalla de Agosta, Strómboli y de Palermo en 1676, a bordo del navío Nuestra Señora del Rosario, durante el enfrentamiento de España en la Guerra Franco-Holandesa (1672–1678), y fue hecho prisionero en una de ellas.[7] Era hijo de Juan Alfonso de Sousa Fernández de Córdoba[7] (m. Granada, 1678) de la Orden de Alcántara, veinticuatro de Córdoba, VI señor del mayorazgo de Rabanales, II señor de la Villa del Río, y de Ana María Íñiguez de Cárcamo y Haro.[7]

Casó en 1693 con María Manuel de Lando y Fernández de Velasco, conocida como «María de León Lando Fernández de Marmolejo Medina y Velasco», hija de Juan Manuel de Deza y Guzmán Acuña, señor de Torrijos, de las Cuevas de Guarromán, Palomares y Mayrenilla, y de María Fernández de Velasco y Godoy, señora del Mocho y de la Casa de Velasco en Córdoba. Vasco testó en 1707. Le sucedió su hijo:
- Juan Alfonso de Sousa de Portugal y Manuel de Lando (m. 30 de noviembre de 1764), VII conde de los Arenales,[8] X marqués de Guadalcázar (por sentencia del 7 de febrero de 1730),[9] XVI poseedor del vizcondado de la Torre de Martín-Cerón o de Guadiamar, señor de Aldea del Río, Alizné y de la Palmosa. También fue alcalde mayor de Sevilla, veinticuatro de Córdoba, caballero de la Orden de Alcántara y mayordomo mayor del rey Felipe V, Luis I y del príncipe Fernando, después Fernando VI de España.[8]

Casó en 1717 con María Teresa Fernández del Campo, III marquesa de los Hinojares. Le sucedió su hijo:
- Vasco Alfonso de Sousa de Portugal (m. 1780),  VIII conde de los Arenales,[8] XI marqués de Guadalcázar,[9] marqués de los Hinojares, XVII poseedor del vizcondado de la Torre de Martín-Cerón o de Guadiamar, señor de Aldea del Río, Alizné y de la Palmosa.[10] Fue patrón perpetuo del Convento Iglesia de Agustinos Recoletos de Madrid, alférez mayor de la ciudad de Burgos, del Real Valle de Mena, alguacil mayor de la Santa Cruzada señor de los castillos de Fernán Iñiguez de Cárcamo, del de Bocanegra, alcayde de la villa de la Rambla, alcalde mayor honorífico perpetuo de la ciudad de Sevilla, y veinticuatro de Córdoba.[11]

Casó el 27 de febrero de 1740 con su prima hermana Antonia Fausta Alfonso de Sousa Fernández de Córdova, IV marquesa de Mejorada y IV marquesa de la Breña, hija única y heredera de María Sinforosa Fernández del Campo y de Cristóbal Alfonso de Sousa de Portugal y Manuel de Lando, señor de la Palmosa, mayordomo y primer caballerizo de María Bárbara de Portugal, —hijo segundo de Vasco Alfonso de Sousa, VI conde de los Arenales—.  Le sucedió su hija:
- Francisca de Borja Alfonso de Sousa de Portugal (12 de abril de 1747-23 de marzo de 1820), IX condesa de Arenales, XII marquesa de Guadalcázar, grande de España,[9] de los Hinojares, de Mejorada del Campo y de la Breña, condesa de la Fuente del Saúco, XVIII poseedora del vizcondado de la Torre de Martín-Cerón o de Guadiamar, señora de Aldea del Río, Alizné y de otras heredades.[12]

Casó el 22 de enero de 1767 con su tío Pedro Alfonso de Sousa de Portugal, ministro plenipotenciario de Carlos III en Dinamarca. Le sucedió su hijo:
- Rafael Antonio Alfonso de Sousa de Portugal (1771-2 de mayo de 1810[9]), X conde de Arenales,[12] XIII marqués de Guadalcázar[9], grande de España, marqués de la Mejorada del Campo, marqués de la Breña, de Hinojares, XIX poseedor del señorío o vizcondado de la Torre de Martín-Cerón o de Guadiamar, señor de Aldea del Río, Alizné y de otras heredades.[12].

Casó con en primeras nupcias el 11 de agosto de 1789 con María Isidra de Guzmán y de la Cerda (1768-1803), doctora en Filosofía y Letras y primer miembro femenino de la Real Academia Española. Tuvieron tres hijos: Rafael, Isidro y Luisa Rafaela. De su segundo matrimonio con María Margarita Ernestina Godeau d'Entraigues, tuvo a Fernando, XIII conde de los Arenales. Le sucedió su hijo mayor:
- Rafael Alfonso de Sousa y Guzmán (1791-1834), XI conde de los Arenales[13] y VII marqués de Hinojares. Sin sucesión. Le sucedió su hermano:

- Isidro Alfonso de Sousa y Guzmán (1797-26 de agosto de 1870), XII conde de los Arenales,[13] XIV marqués de Guadalcázar,[9] grande de España, de los Hinojares, de Mejorada del Campo y de la Breña, conde de la Fuente del Saúco, XXI y último poseedor del vizcondado y señorío territorial dela Torre de Martín-Cerón o de Guadiamar, senador vitalicio por derecho propio y gran cruz de la Orden de Carlos III.[13]

Casó en 1841 con Josefa Núñez de Prado y Virues de Segovia.  Sin descendencia, le sucedió su medio hermano:
- Fernando Alfonso de Sousa y Godeau d' Entraigues (Burgos, 25 de junio de 1809-27 de noviembre de 1890), XIII conde de los Arenales,[13] XV marqués de Guadalcázar[9] grande de España, marqués de la Mejorada del Campo, caballero de la Orden de Carlos III. Sin descendencia, en 1909 le sucedió su sobrina nieta, hija de Isidro Wall y Alfonso de Sousa de Portugal, VI conde de Armíldez de Toledo, y de María Luisa Diago y Tirry.[14]

- María de la Concepción y de los Dolores Wall y Diago, Alfonso de Sousa de Portugal y Tirry (Colón, Provincia de Matanzas, 5 de abril de 1865-Madrid, 21 de marzo de 1952), XIV condesa de Arenales,[14] XIV marquesa de Guadalcázar,[9] grande de España, VIII condesa de Armíldez de Toledo,[14] IX marquesa de Mejorada del Campo,[14] IX marquesa de la Cañada[14] y II marquesa Pontificia San Martín de la Ascensión-Loinaz,[14]

Casó el 23 de marzo de 1893 con Juan Bautista de Castillejo y Sánchez de Teruel, IV conde de Floridablanca, grande de España, VIII  conde de Villa Amena de Cozbíjar, maestrante de Granada y senador por derecho propio. Cedió el título de marqués de los Arenales a su hijo que le sucedió por real carta expedida el 23 de abril de 1920:
- Isidro Castillejo y Wall (Madrid, 12 de enero de 1897-Madrid, 17 de diciembre de 1970), XV conde de Arenales,[15] VIII duque de Montealegre),[15] IX conde de Villa Amena de Cozbíjar, caballero de la Orden de Santiago, de la Orden de Malta y maestrante de Granada.[15]

Casó el 19 de marzo de 1922, en Madrid, con María Luisa de Carvajal y Santos-Suárez, II condesa de Cabrillas. Cedió el título a su hijo que le sucedió en 1943, «mediante autorización provisional extendida por la Diputación de la Grandeza».
- Isidro Castillejo y Carvajal, XVI conde de Arenales.[15]